# Prepoznavanje pokreta
Prepoznavanje pokreta (eng. Gesture recognition) je tema u informatici i prepoznavanju govora sa ciljem interpretiranja ljudskih pokreta pomoću matematičkih algoritama. Ovi pokreti su obično vezani za pomeranje bilo kog dela tela i stanja u kome se telo nalazi (mirovanje, skakanje...), ali najčešće potič od pokreta ruku ili lica. Trenutno se najviše izučavaju pokreti ruku i lica. Napravljeni su mnogi pristupi korišćenjem kamera i algoritama da bi se interpretirao Знаковни језик. Identifikacija i prepoznavanje držanja i ljudskog ponašanja takođe je zadatak tehnika prepoznavanja pokreta. Za prepoznavanje pokreta se može reći da je to način za računare tj. mašine da razumeju ljudski govor tela, a samim tim to je poboljšanje u vidu bolje veze između ljudi i mašina u smislu komunikacije koja je bolja od primitivnog unosa teksta ili korišćenja grafičko korisničkih interfejsa.
Prepoznavanje pokreta omogućuje ljudima prirodnu komunikaciju i interakciju sa mašinama bez mehaničkih uređaja. Uvek je lakše uperiti rukom u Рачунарски монитор i pokretima ruke upravljati kursorom (što je moguće sa detekcijom pokreta) nego koristiti mehaničke ulazne uređaje poput miša i tastature. Ova tehnologija može izbaciti miš, tastaturu, pa čak i "tač skrin“ tehnologiju iz upotrebe.
Prepoznavanje pokreta može se realizovati pomoću tehinka računarski vid (computer vision) i obrada slike (image processing).
Literatura koja se bavi računarskim vidom hvatanja pokreta tj. ljudskih poza i kretanja pomoću kamera povezanih na računar.

## Tipovi pokreta
Kod računarskih interfejsa razlukujemo dva tipa pokreta:Razlikujemo onlajn pokrete; koji se mogu smatrati i direktno manipulišućim
kao što su skaliranje i rotacija. Postoje i oflajn pokreti koji se obično obrađuju posle interakcije, na primer krug je nacrtan da bi aktivirao kontekstni meni.
- oflajn pokreti: Oni pokreti koji se obrađuju posle interakcije korisnika sa objektom. Primer toga je pokret koji aktivira meni.
- onlajn pokreti: Pokretni koji se obrađuju direktno. Koriste se za skaliranje ili rotaciju opipljivih objekata.

## Za šta se koriste?
prepoznavanje pokreta je korisno za obrađivanje informacija koje ljudi ne mogu preneti govorom ili uneti kucanjem. Ali postoji još dosta različitih tipiva pokreta koje računari mogu identifikovati.
- identifikaciju znakovnog jezika. Kao što programi za prepoznavanje govora mogu prevesti govor u tekst, određeni tipovi programa za prepoznavanje pokreta mogu prevesti znakovne simbole prezentovane kao znakovni jezik u tekst.
- Za medicinsku robotiku. Koristeći određene senzore upozoravaju na telesno stanje pacijenta čitajući vrednosti sa tih senzora, roboti pomažu u rehabilitaciji. Najbolji primer je rehabilitacija hoda.
- Za indikaciju pravca pokazivanjem. Pokazivanje ima određeni smisao u našem društvu. Da bi ukazali na objekat ili lokaciju zasnovanu na njenoj poziciji koja nam je bitna. Korišćenje prepoznavanja pokreta da bi smo otkrili gde neka osoba pokazuje je korisno za pronalaženje konteksta iskaza ili instrukcija. Ova aplikacija je posebno zanimljiva u polju robotike.
- Za kontrolu preko pokreta lica. Kontrolisanje računara preko pokreta lica je veoma korisna aplikacija prepoznavanja pokreta za korisnike koji nisu u fizičkoj mogućnosti da koriste miš ili tastaturu. Naročito praćenje oka može biti od koristi za kontrolisanje pokreta kursora ili fokusiranja na elemente za prikaz.
- Za alternativne računarske interfejse. Prethodno korišćenje miša i tastature za interakciju sa računarom bi moglo biti zamenjeno poboljšanim prepoznavanjem pokreta koje bi omogućilo korisnicima izvođenje uobičajenih zadataka samo pokretima ruku ili lica prema kameri.[4][5][6]
- Za igračku tehnologiju. Prepoznavanje pokreta može biti korišćeno za kontrolu interakcije u video igrama što bi igranje učinilo interaktivnijim i realnijim.
- Za virtuelne kontrolere. Za neke sisteme je veoma teško pronaći i nabaviti fizički kontroler, prepoznavanje pokreta može se koristiti kao alternativni kontrolni mehanizam. Neki primeri toga su korišćenje sekundarnih uređaja u automobilu ili kontrolisanje tv-a.
- Za daljinsko upravljanje. Mahom ruke je moguće kontrolisati različite uređaje ako primenimo prepoznavanje pokreta na daljinsko upravljanje.

Uloga signala nije da samo označi odgovarajući odziv već da odredi i koji uređaj treba kontrolisati.

## Ulazni uređaji
sposobnost praćenja čovekovog kretanja i otkrivanje koji pokret oni izvode može se postići pomoću mnogih alata. Iako je odrađeno dosta istraživanja baziranih na slika/video prepoznavanju pokreta, postoji još varijacija što se tiče alata i okruženja korišćenih između implementacija.
- žičana rukavica.Ona se koristi kao ulazni uređaj i pruža računaru informacije o poziciji i rotaciji ruke koristeći magnetske ili inerciono-prateće uređaje. Neke rukavice mogu detektovati savijanje prstiju sa velikim stepenom tačnosti (5-10 stepeni), čak mogu davati i haptik povratne informacije korisniku. Prva komercijalno dostupna rukavica za praćenje pokreta je bila DataGlove,[10] rukavica koja je mogla da detektuje poziciju ruke, savijanje i pomeranje prstiju. Koristi kablove sa optičkim vlaknima koji se spuštaju niz zadnji deo ruke. Svetlosni pulsevi se kreiraju kada se prsti saviju, svetlo prolazi kroz male otvore i registruje se gubitak koji daje informacije o približnoj pozi ruke.
- Kamere koje detektuju dubinu. Koriste se specijalne kamere kao što su structured light ili time-of-flight kamere. Ove kamere prave dubinske mape onoga što kamera vidi na kratkim udaljenostima, i koriste ove podatke da približno odrede 3D reprezentaciju onoga što se vidi. One su efektne za detekciju pokreta ruke zbog svojih dobrih osobina na malim udaljenostima.
- Stereo kamere. Koriste se 2 kamere čije su veze poznate, 3D predstavljanje može se približno odrediti pomoću izlaza kamera. Da bi se dobila veza kamera koriste se pozicione reference kao što su lexian-stripe ili infrared emitori. U kombinaciji sa direktnim merenjem pokreta (6D-Vision) pokreti se mogu direktno detektovati.
- Pokreti zasnovani na kontrolerima. Ovi kontroleri se ponašaju kao produžetak tela tako da kada se izvode pokreti, neki njihovi pomeraji se mogu lako zabeležiti pomoću softvera. Jedan od primera su pokreti miša, gde se pokreti miša vezuju za simbol koji crta ljudska ruka, na primer wii kontroler. Oni mogu pratiti i promene vezane za ubrzanje u vremenu da bi realnije prikazali pokrete.
- Jedna kamera. Standardna 2D kamera se može koristiti za prepoznavanje pokreta gde resursi/okolina nisu pogodni za druge oblike prepoznavanja pokreta zasnovanih na pokretima pomoću slika. Ranije se mislilo da jedna kamera ne može biti efektivna kao stereo ili dubinska kamera, ali neke kompanije i dalje ispituju tu teoriju. Tehnologija prepoznavanja pokreta zasnovana na softveru koja koristi standardnu 2D kameru može detektovati snažne pokrete ruke, znakove ruke, kao i da prati ruke ili vrhove prstiju na visokim nivoima tačnosti.

## Algoritmi
Prikaz pokreta može se uraditi na više načina, u zavisnosti od tipa ulaznih podataka. Većina tehnika oslanja se na ključnim pokazivačima prikazanim u 3D koordinatnom sistemu. Zasnovano na njihovom relativnom kretanju, pokreti se mogu detektovai sa velikom preciznošću, u zavisnosti od kvaliteta ulaza i algoritamskog prilaza.
Da bismo prikazali pokrete tela, oni se prvo moraju klasifikovati prema osnovnim osobinama i treba odrediti pokrete koje izražavaju. Na primer, u znakovnom jeziku svaki pokret predstavlja reč ili frazu. Taksonomiju koja izgleda odgovarajuća za interakciju čovek-računar predložio je Kvik u "Toward a Vision-Based Hand Gesture Interface". On predstavlja nekoliko interaktivnih sistema pokreta sa ciljem da uhvati ceo univerzum pokreta: 1. Manipulativnih; 2. Semaforičkih;3. Konverzacionih.
Neke literature razlikuju dva različita koncepta kod prepoznavanja pokreta: zasnovan na 3D modelu i zasnovan na izgledu. Prvi metod koristi 3D informacije elemenata delova tela da bi prikupio nekoliko bitnih parametara kao što su pozicija dlana ili zajedničke uglove. Drugi metod koristi slike ili video za direktan prikaz.

## Dodatni članak
- žičana rukavica

## Spoljašnje veze
- Annotated bibliography of references to gesture and pen computing
- Notes on the History of Pen-based Computing (YouTube)
- The future, it is all a Gesture—prepoznavanje pokreta, interfejsi za video igre
- Ford's Gesturally Interactive Advert—prepoznavanje pokreta za interakciju sa digitalnim signalima
- Kinetic Space—3D prepoznavanje pokreta, trening & analiza
- Look Ma No Trackpad—Prepoznavanje pokreta za kontrolisanje Spotify & iTunes
- The Gesture Recognition Toolkit Архивирано на веб-сајту  (28. април 2014)—alat otvorenog koda za prepozavanje pokreta